# Joanna Evans
Joanna Evans, född 25 juli 1997, är en bahamansk simmare.
Evans tävlade för Bahamas vid olympiska sommarspelen 2016 i Rio de Janeiro, där hon blev utslagen i försöksheatet på 200, 400 och 800 meter frisim. På 200 och 400 meter frisim satte Evans dock nationsrekord.